# Ubanteman
Ubanteman (auch: Ubwanteman) ist ein Ort im nördlichen Teil des zum Inselstaat Kiribati gehörenden pazifischen Archipels der Gilbertinseln nahe dem Äquator. 2020 wurden 117 Einwohner gezählt.

## Geographie
Der Ort liegt an der Ostküste des Atolls Abaiang, zwischen Takarano im Nordwesten und Tebunginako im Südosten. Im Ort gibt es ein traditionelles Versammlungshaus (Tebunginako Maneaba).

## Klima
Das Klima ist tropisch heiß, wird jedoch von ständig wehenden Winden gemäßigt. Ebenso wie die anderen Orte der Gilbertinseln wird Ubanteman gelegentlich von Zyklonen heimgesucht.